# Roald H. Fryxell

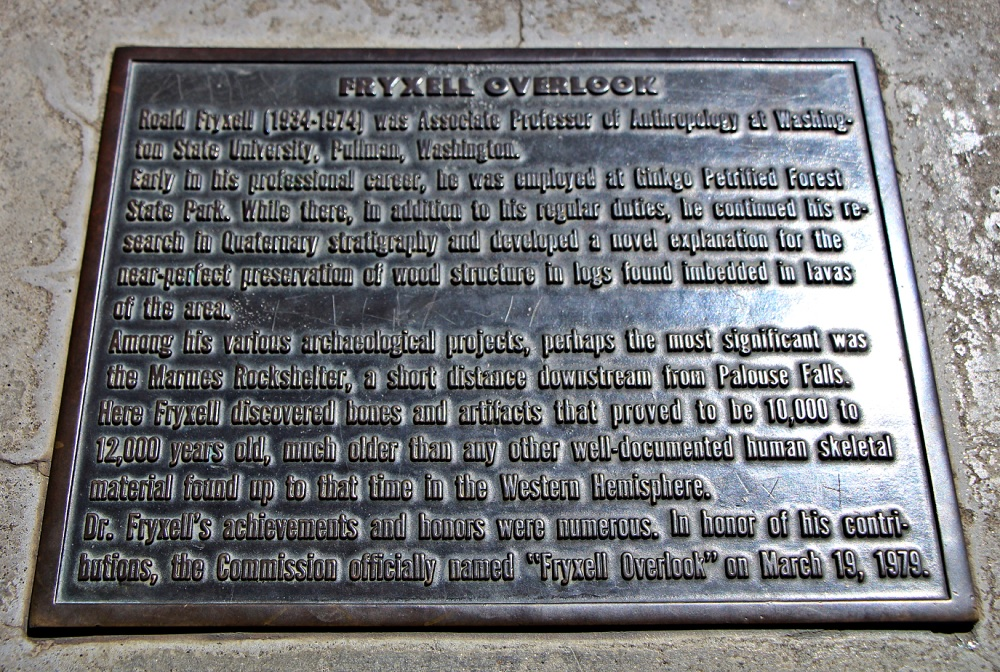
Gedenktafel bei den Palouse Falls in Washington

Roald Hilding Fryxell (* 18. Februar 1934 in Moline (Illinois); † 18. Mai 1974 im Bundesstaat Washington) war ein US-amerikanischer Geologe und Archäologe.

## Leben
Roald Hilding Fryxel wurde am 18. Februar 1934 als zweiter von drei Söhnen des Geologieprofessors am Augustana College Fritiof M. Fryxell (1900–1986) und der Lehrerin und Musikerin Regina Fryxell in Moline geboren. Im Jahre 1956 erhielt er seinen Bachelorabschluss in Geologie am Augustana College und begann im Herbst weitere Studien in Geologie an der Washington State University in Pullman (Washington). Er studierte zusätzlich Pflanzenökologie bei Rexford F. Daubenmire (1909–1995) und Archäologie bei Richard D. Daugherty (1922–2014).
In den Jahren 1957 und 58 erarbeitete er für das Bureau of Indian Affairs die Geologie des Colville Reservats. 1960 wurde er Leiter des Ginkgo Petrified Forest State Park in Vantage (Washington) und begann dort auf dem Columbia Plateau stratigraphische Untersuchungen des Quartärs. 1962 kehrte er an die Washington State University zurück, wurde dort in der Abteilung für Anthropologie angestellt und setzte mit Daugherty seine geologischen und nun auch archäologischen Studien auf dem Columbia Plateau fort, insbesondere an der Grabungsstätte Marmes Rockshelter. Es folgten 1964 archäologische Projekte in Abri Combe-Grenal, Abri Pataud, Laugerie-Haute in Frankreich, Torralba und Ambrona in Spanien und an der Festung Louisbourg in Kanada. Fryxell wurde zu einem Spezialisten für die Stratigraphie des Quartärs und erhielt 1965 eine Vollzeitstelle in der Abteilung für Anthropologie. 1966 und 67 unternahmen Daugherty und Fryxell Arbeiten an den Ozette-Ausgrabungsstätten und an der Pazifikküste der Olympic-Halbinsel und konnten 10.000 bis 12.000 Jahre alte Skelettreste nachweisen.
Im Jahre 1969 verlieh der Senat des Staates Washington Daugherty und Fryxell wegen ihrer Beiträge zur Frühgeschichte ihres Staates den Titel „Distinguished Citizen“. 1971 erhielt Fryxell 1971 seinen Doktortitel an der University of Idaho und 1972 die Ehrendoktorwürde des  Augustana College.
Er war weiterhin archäologisch tätig, zum Beispiel in Hueyatlaco in Mexiko, wo er sehr alte Funde datieren konnte.

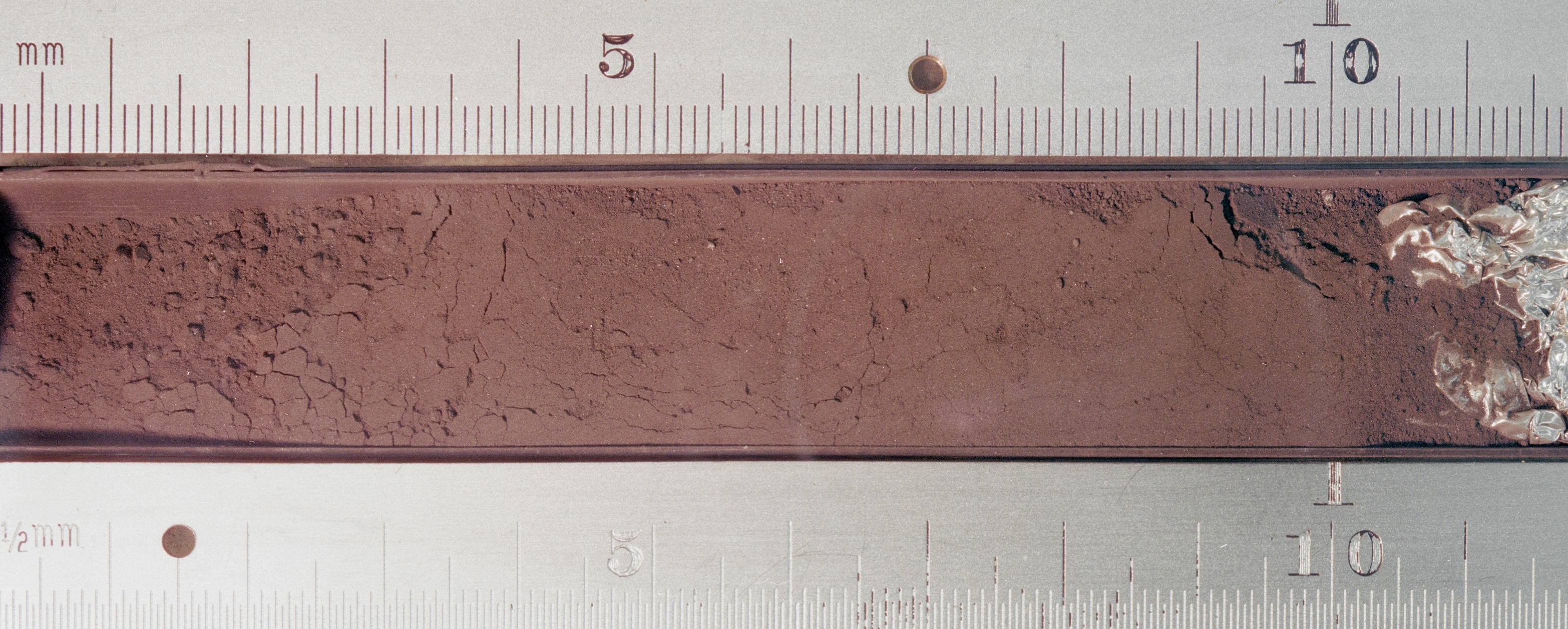
Bohrkern der Apollo 11 Mssion

Fryxell war auch am Apollo-Programm der NASA beteiligt. Er hatte den Kernbohrer entworfen, mit dem die Apollo 11-Crew Bohrproben mit einem Durchmesser von ca. 2 cm und einer Länge von ca. 30 cm nehmen konnte. Anschließend war er auch an den Auswertungen der Proben dieser und der nachfolgenden Apollo-Missionen beteiligt.
Roald Fryxell war seit 1956 verheiratet und hatte zwei Kinder. Er starb am 18. Mai 1974 im Alter von vierzig Jahren bei einem Autounfall auf dem Columbia Plateau in Washington.
Die International Astronomical Union benannte 1985 den Mondkrater Fryxell offiziell nach Roald Hilding Fryxell.